# انگلیش بی، ونکوور

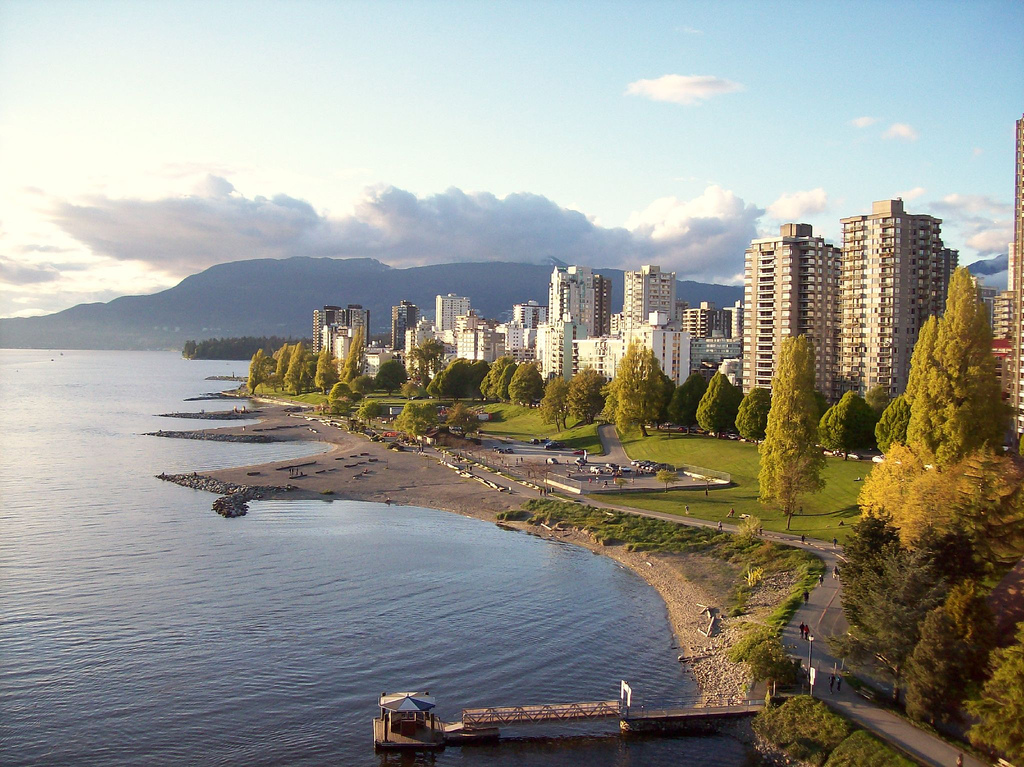
برج‌های آپارتمان‌های بلندمرتبه در امتداد انگلیش بی

انگلیش بِی (به انگلیسی: English Bay) خلیجی است در شهر ونکوور در استان بریتیش کلمبیای کانادا که در غرب شبه جزیره مرکز شهر و نهر فالس قرار دارد.

## نگارخانه

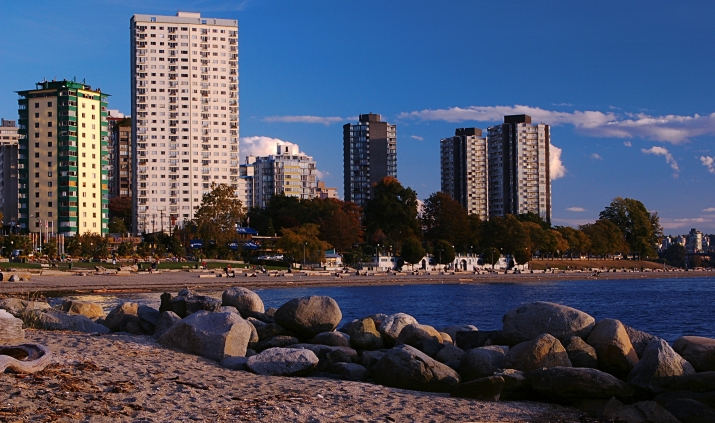
منظر انگلیش بی از انتهای غربی.
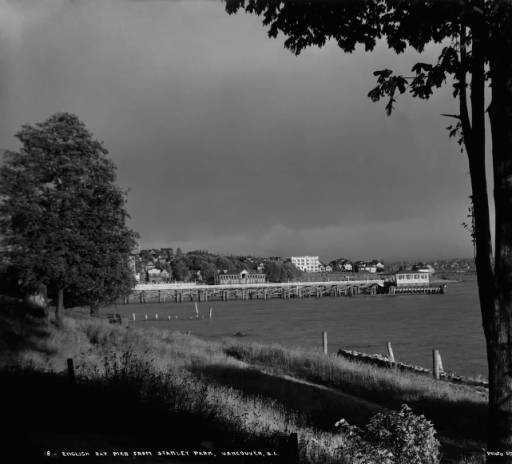
اسکله انگلیش بی از استنلی پارک